# Lerista chalybura
Lerista chalybura är en ödleart som beskrevs av  Storr 1985. Lerista chalybura ingår i släktet Lerista och familjen skinkar. Inga underarter finns listade i Catalogue of Life.